# Ilegalna trgovina drogom
Ilegalna trgovina drogom obuhvaća cjelokupnu djelatnost proizvodnje i distribucije psihotropnih tvari (droga) na način zabranjen zakonom ili međunarodnim konvencijama. 
U užem smislu, to uključuje djelatnost proizvodnje i stavljanja u promet droga koje su u pravilu namijenjene korisnicima, od kojih su mnogi ovisnici. Ilegalna trgovina drogom može imati različite oblike, od onih najjednostavnijih - npr. pojedinaca koji uzgajaju stabljike konoplje za proizvodnju marihuane za osobne potrebe – do iznimno složenih u koje je uključen niz različitih, ali međusobno povezanih kriminalnih organizacija koje djeluju u različitim dijelovima svijeta i specijalizirane su za različite segmente poslovanja – od proizvođača sirovina (uzgajivači maka ili koke), proizvođača droga, krijumčara, do dilera, čija se djelatnost kolokvijalno naziva dilanje.
Iako se u različitim zemljama i u različitim razdobljima povijesti mogu naći nastojanja da se zabrani ili ograniči proizvodnja i distribucija raznih supstanci, pa tako i droga, a uz njih i krijumčarenje i ilegalna trgovina tim supstancama, prvi značajniji primjeri vezani su uz nešto novije doba, pri čemu je među prvima bila carska Kina koja je od 18. stoljeća pod vladavinom dinastije Qing pokušala spriječiti konzumaciju opijuma među svojim podanicima. U zapadnom svijetu, lijekovima se počelo ilegalno trgovati nakon što su pojedine zemlje od sredine 19. do početka 20. stoljeća počele regulirati farmaceutsku industriju i industriju lijekova. U 20. stoljeću bilježi se nagli razvoj ilegalne trgovine drogom, što se tumači kako posljedicom Drugog svjetskog rata, koji je mnoge veterane učinio ovisnicima o opijatima (za ublažavanje bolova) ili amfetaminima (koji se koriste za održavanje borbene spremnosti), kao i kontrakulturnih trendova koji su među poslijeratnim generacijama širili korištenje droga. U oba slučaja, u zapadnom svijetu nastalo je masovno tržište za organizirane ilegalne trgovce drogom.
Svjetsko izvješće o drogama 2005., koje je izradio Odjel Ujedinjenih naroda za droge i kriminal, procjenjuje veličinu globalnog tržišta ilegalnih droga na 321,6 milijardi američkih dolara samo u 2003. godini. Sa svjetskim BDP-om od 36 trilijuna američkih dolara u istoj godini, ilegalna trgovina drogom može se procijeniti na gotovo 1% ukupne svjetske trgovine. Upotreba ilegalnih droga raširena je u svijetu, a lokalne vlasti još uvijek se vrlo teško suprotstavljaju njihovom širenju.